# Powerball (objet)
Pour les articles homonymes, voir Powerball.
 (septembre 2011).

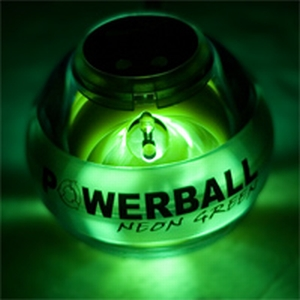
Powerball « Neon Green »

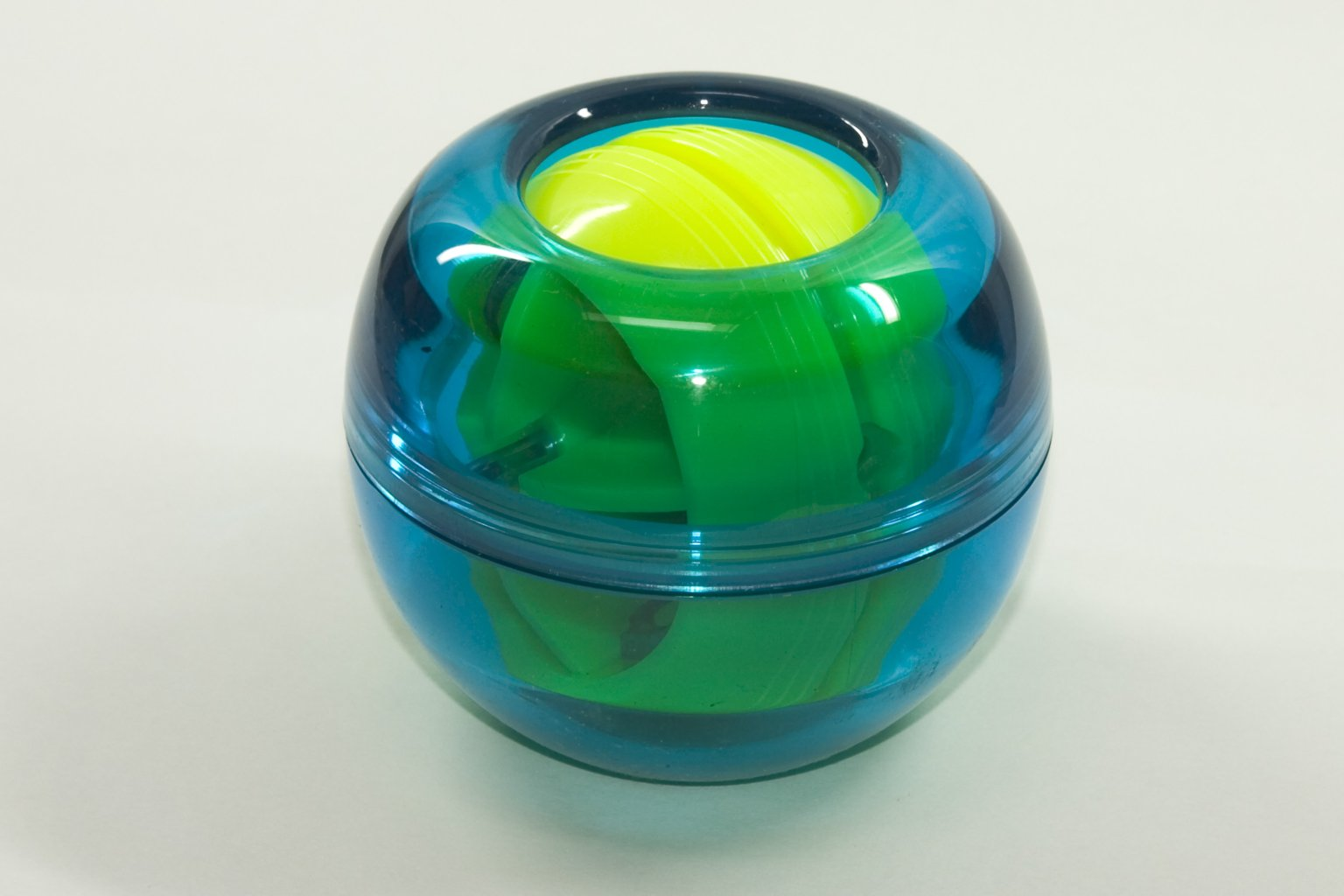
Photographie d'un Powerball (dessous)

Le Powerball est un gyroscope de précision qui est composé d'un rotor tournant à grande vitesse à l'intérieur d'une sphère tenue dans la main. Le brevet originel de 1973 est détenu par l'entreprise américaine Dynabee. Un brevet plus récent a été posé par NSD NanoSecond et Ironpower. 
Il s'agit à la fois d'un jouet, d'un instrument de fitness et d'un outil de rééducation.

## Fonctionnement
Le Powerball fonctionne sans pile. Il est actionné uniquement par la force musculaire. Dans le cœur du Powerball se trouve un rotor de 170 g (292 g pour la version lourde en métal) pour une masse totale de 256 g (jusqu'à 520 g pour les versions lourdes en métal). Lorsque celui-ci est actionné, il apparaît une impulsion de rotation autour de l’axe. Lorsque la vitesse augmente, la force à fournir devient d'autant plus grande, les muscles du bras et de l'épaule travaillent de plus en plus. Le Powerball peut générer l'équivalent de 0,5 à 22,7 kg selon la vitesse à laquelle le rotor tourne

## Ouverture du Powerball
Il est possible de démonter son Powerball pour le nettoyer des poussières qui s'y sont accumulées. L'opération est déconseillée pour un Powerball fonctionnant parfaitement.
Il est important de ne jamais introduire d'huile dans un Powerball, celui-ci fonctionnant sur le principe de la friction.

## Divers
Il existe aussi des Powerball contenant des diodes électroluminescentes (alimentées par l'énergie créée par la rotation du rotor) qui donnent à l'objet une allure de gyrophare. Ces diodes peuvent être de différentes couleurs, bleues, vertes, rouges, ou blanches. Certains modèles possèdent même un compte-tours, utile pour mesurer ses performances.
De nombreux sites web se sont créés autour de cet objet de compétition. 
Des bases de données de nombreuses vidéos de records sont disponibles, permettant à chacun d'améliorer sa technique et de la faire partager aux autres. 
Il est conseillé d'utiliser le Powerball de manière modérée afin d'éviter des tendinites ou autres désagréments qui sont les conséquences d'une utilisation trop intensive. Utilisé à de petites vitesses de rotation (5 000 tours par minute), le Powerball devient un outil de rééducation et de relaxation efficace.